# Trajanuskolonnen
Trajanuskolonnen är ett antikt segermonument i marmor på Trajanus forum i Rom, invigt år 113 e.Kr.

## Beskrivning
Kolonnen, cirka 40 meter hög, har en bas dekorerad med trofégrupper, och runt kolonnskaftet löper en relief i spiral. Den föreställer valda episoder från kejsar Trajanus fälttåg mot dakerna (år 101–103 och 107–108 e.Kr.). Reliefen, som ursprungligen var bemålad och som innehåller omkring 2 500 figurer, skulle i upprullat skick vara 200 meter långt. Kolonnen stod mellan två biblioteksbyggnader i flera våningar (Bibliotheca Ulpia) från vilka detaljerna i den långa bildliga berättelsen kunde betraktas.
I kolonnens bas finns en kammare, där kejsaren bisattes efter sin död 117. En spiraltrappa, upplyst av små gluggar, leder upp till toppen. Kolonnen kröntes ursprungligen av kejsarens staty, men 1588 lät påven Sixtus V sätta upp en staty av aposteln Petrus.
Efter Marcus Aurelius död, 180 e.Kr., restes till kejsarens minne den så kallade Marcus Aurelius-kolonnen. Kolonnen är en imitation av Trajanuskolonnen och står på Piazza Colonna i Rom.

## Bilder
| - Trajanus i samtal med en av sina generaler (kanske Lucius Licinius Sura). Relief på kolonnen. - Den dakiske kungen Decebalus begår självmord. Relief på kolonnen. - Trajanuskolonnen. Etsning av Giovanni Battista Piranesi. (Till höger ses kyrkan Santissimo Nome di Maria.) |